# Оули-Хилс

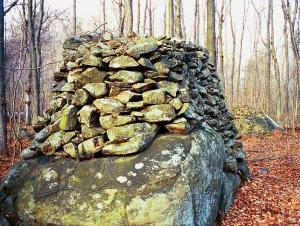
Одно из сооружений в Оули-Хилс

Каменные сооружения Оули-Хилс (англ. Oley Hills stone work site) находятся в округе Беркс, штат Пенсильвания, и представляют собой комплекс сооружений непонятного предназначения, выложенных методом сухой кладки — стен и холмов-каирнов, а также валунов необычной формы.
Некоторые каирны по форме напоминают фигуры животных и людей, но входило ли их изображение в намерения строителей или такие ассоциации — лишь плод воображения современных интерпретаторов, судить с уверенностью нельзя. Среди достопримечательностей памятника можно отметить, например, крупный расколотый валун, в который клином вставлен другой валун.
Дата сооружения памятника также неизвестна. Комплекс довольно обширен: одна лишь центральная группа сооружений занимает площадь в 46 акров. Норман Мюллер из Музея искусств Принстонского университета в своей статье представил аргументы в пользу того, что данные сооружения не были результатом расчистки полей местными фермерами, а были сооружены индейцами.
По-видимому, подобные сооружения не были уникальными для местной доколумбовой культуры. Каменные сооружения Блафф-Пойнт в штате Нью-Йорк, почти утраченные к настоящему времени, могли выполнять функцию, подобную функции сооружений в Оули-Хилс.

## Другие американские мегалиты
- Американский Стоунхендж
- Гунгиуомп
- Каменные сооружения Блафф-Пойнт